# Tom McCarthy (hockey sur glace, 1960)
Pour les articles homonymes, voir Tom McCarthy et McCarthy.
Thomas Joseph McCarthy (né le 31 juillet 1960 à Toronto dans la province d'Ontario au Canada et mort le 13 avril 2022 à Puerto Vallarta au Mexique) est un joueur professionnel canadien de hockey sur glace devenu entraîneur. Il évoluait au poste d'ailier gauche.

## Biographie
Joueur des Generals d'Oshawa, il commence sa carrière professionnelle en 1979-1980 dans la Ligue nationale de hockey avec les North Stars du Minnesota, équipe qui l'avait repêché au 10e rang lors du repêchage d'entrée dans la LNH quelques mois avant le début de la saison. 
Il connaît sa meilleure saison en termes de points en 1982-1983 avec 76 points et en termes de buts la saison suivante avec 39 buts en 66 parties. Il participe au Match des étoiles de la LNH en 1983. Malgré ses performances avec les North Stars, il était souvent blessé, la saison 1982-1983 étant sa seule saison sans blessure, et a éprouvé des problèmes d'alcoolisme.
En mai 1986, après sept saisons passées avec les North Stars, il est échangé aux Bruins de Boston contre deux choix de repêchage qui s'avèrent être Rob Zettler et Scott McCrady. Il passe deux saisons avec les Bruins avant de jouer sa dernière saison professionnelle en Italie avec l'AS Asiago.
En 1994, il est arrêté par le FBI après avoir été impliqué dans une affaire de trafic de drogue au début des années 1990 avec Carl Thompsen, un trafiquant de drogues du Minnesota. Il est condamné à 5 ans et 10 mois de prison après une accusation de trafic de marijuana. Il déclare alors avoir fait la livraison de 150 livres de marijuana de la Californie jusqu'au Minnesota pour pouvoir payer ses dettes et recevoir deux livres de marijuana. Bien qu'il vivait au Minnesota, les autorités américaines le considèrent comme étant un étranger illégal (illegal alien). Il a purgé sa peine dans huit différentes prisons aux États-Unis et au Canada avant d'être libéré en 1998.
Libéré de sa peine, il décide de devenir entraîneur au niveau midget de 1998 à 2003 avant d'aller entraîner chez les juniors par la suite. McCarthy est propriétaire de l'équipe l'Express d'Espanola évoluant dans la Northern Ontario Junior Hockey League.
McCarthy s'éteint le 13 avril 2022 à Puerto Vallarta au Mexique à l'âge de 61 ans.

## Statistiques
| Saison     | Équipe                   | Ligue      |     | Saison régulière | Saison régulière | Saison régulière | Saison régulière | Saison régulière |    | Séries éliminatoires | Séries éliminatoires | Séries éliminatoires | Séries éliminatoires | Séries éliminatoires |
| Saison     | Équipe                   | Ligue      | PJ  | B                | A                | Pts              | Pun              | PJ               | B  | A                    | Pts                  | Pun                  |                      |                      |
| 1976-1977  | North York Rangers       | OPJHL      | 43  | 49               | 47               | 96               | 12               | -                | -  | -                    | -                    | -                    |                      |                      |
| 1976-1977  | Canadians de Kingston    | OMJHL      | 2   | 1                | 0                | 1                | 0                | -                | -  | -                    | -                    | -                    |                      |                      |
| 1977-1978  | Generals d'Oshawa        | OMJHL      | 62  | 47               | 46               | 93               | 72               | 6                | 3  | 5                    | 8                    | 4                    |                      |                      |
| 1978-1979  | Generals d'Oshawa        | OMJHL      | 63  | 69               | 75               | 144              | 98               | 3                | 1  | 0                    | 1                    | 9                    |                      |                      |
| 1979-1980  | North Stars du Minnesota | LNH        | 68  | 16               | 20               | 36               | 39               | 15               | 5  | 6                    | 11                   | 20                   |                      |                      |
| 1980-1981  | North Stars du Minnesota | LNH        | 62  | 23               | 25               | 48               | 62               | 8                | 0  | 3                    | 3                    | 6                    |                      |                      |
| 1981-1982  | North Stars du Minnesota | LNH        | 40  | 12               | 30               | 42               | 36               | 4                | 0  | 2                    | 2                    | 4                    |                      |                      |
| 1982-1983  | North Stars du Minnesota | LNH        | 80  | 28               | 48               | 76               | 59               | 9                | 2  | 4                    | 6                    | 9                    |                      |                      |
| 1983-1984  | North Stars du Minnesota | LNH        | 66  | 39               | 31               | 70               | 49               | 8                | 1  | 4                    | 5                    | 6                    |                      |                      |
| 1984-1985  | North Stars du Minnesota | LNH        | 44  | 16               | 21               | 37               | 36               | 7                | 0  | 2                    | 2                    | 0                    |                      |                      |
| 1985-1986  | North Stars du Minnesota | LNH        | 25  | 12               | 12               | 24               | 12               | -                | -  | -                    | -                    | -                    |                      |                      |
| 1986-1987  | Bruins de Boston         | LNH        | 68  | 30               | 29               | 59               | 31               | 4                | 1  | 1                    | 2                    | 4                    |                      |                      |
| 1986-1987  | Golden Flames de Moncton | LAH        | 2   | 0                | 1                | 1                | 0                | -                | -  | -                    | -                    | -                    |                      |                      |
| 1987-1988  | Mariners du Maine        | LAH        | 17  | 7                | 6                | 13               | 14               | -                | -  | -                    | -                    | -                    |                      |                      |
| 1987-1988  | Bruins de Boston         | LNH        | 7   | 2                | 5                | 7                | 6                | 13               | 3  | 4                    | 7                    | 18                   |                      |                      |
| 1988-1989  | AS Asiago                | Serie A    | 19  | 9                | 26               | 35               | 8                | -                | -  | -                    | -                    | -                    |                      |                      |
| Totaux LNH | Totaux LNH               | Totaux LNH | 460 | 178              | 221              | 399              | 330              | 68               | 12 | 26                   | 38                   | 67                   |                      |                      |

## Trophées et honneurs personnels
- 1982-1983 : participe au 35e Match des étoiles de la LNH.